# Batavia (Nova Iorque)
Batavia é uma cidade localizada no Estado americano de Nova Iorque, no Condado de Genesee. A sua área é de 13 6 km², sua população é de 16 256 habitantes, e sua densidade populacional é de 1 209,3 hab/km² (segundo o censo americano de 2000). A cidade foi fundada em 1797.
Batavia encontra-se próximo do centro do condado, rodeado pela Freguesia da Batávia, que é um concelho autónomo. A população da Batávia no censo de 2020 era de 15.600. O nome Batavia é em latim para a região de Betuwe, na Holanda, e homenageia os primeiros desenvolvedores de terras holandeses. Em 2006, uma revista nacional, Site Selection, classificou Batávia em terceiro lugar entre os micropolíticas do país com base no desenvolvimento econômico. A New York State Thruway (Interstate 90) passa ao norte da cidade. O Aeroporto do Condado de Genesee (GVQ) também fica ao norte da cidade.
A cidade sedia o time de beisebol Batavia Muckdogs da Perfect Game Collegiate Baseball League, no Dwyer Stadium (299 Bank Street). Os Muckdogs eram anteriormente afiliados do Miami Marlins. Eles ganharam o campeonato da New York Penn League de 2008.